# Ordre du Baobab
L'ordre du Baobab est un honneur national civil sud-africain, il est décerné à ceux qui ont rendu des services incontestables dans les domaines des affaires relatives à l'économie, dans la science, dans la médecine et dans l'innovation technologique; il est accordé à ceux qui participent de manière active dans les services communautaires. Il a été institué le 6 décembre 2002 et il est décerné chaque année par le président de l'Afrique du Sud. L'ordre porte le nom du baobab, qui a été choisi comme symbole, en raison de son endurance et de sa tolérance, de sa vitalité. C'est un arbre sacré pour plusieurs cultures, c'est aussi un arbre à palabres qu'il est malvenu ou sacrilège de couper. C’est l’arbre typique de l’Afrique tropicale sèche et l’emblème du Sénégal et de la Guinée. Son importance est énorme dans les systèmes agricoles et forestiers et son utilisation comme lieu de rencontre est emblématique dans les sociétés africaines traditionnelles.

## Symbolisme
Le motif central est un baobab, l'un des plus vieux arbres d'Afrique, dont les racines symbolisent la longévité. L'insigne est bordé par une forme non- rectangulaire, un polygone à neuf côtés, chaque côté représentant l'une des neuf provinces sud-africaines. Il représente les nombreux domaines de contribution et de service possibles dans la construction d’un pays prospère. La plaque de forme approximativement rectangulaire est texturée pour représenter l’écorce du baobab qui est couramment utilisée pour fabriquer des nattes et des chapeaux.
Le ruban est en or, avec des silhouettes récurrentes de baobab de couleur crème au centre. Les trois classes sont portées autour du cou. Les armoiries sud-africaines sont affichées au verso du badge.

## Les échelons
Les trois classes de nomination à l'Ordre sont, par ordre décroissant de priorité:
Le conseiller suprême du Baobab est l'or, pour service exceptionnel (SCOB)
Le Grand Conseiller du Baobab est d'argent, pour services distingués (GCOB)
Conseiller du Baobab est bronze, pour service dédié (COB).

## Récipiendaires
Liste des récipiendaires, dans l'ordre chronologique :
| Nom                                  | Grade | Date awarded     |
| ------------------------------------ | ----- | ---------------- |
| William Smith (enseignant)           | GCOB  | 25 avril 2019    |
| Braam Jordaan                        | GCOB  | 25 avril 2019    |
| David_Lewis-Williams, Prof. Emeritus | SCOB  | 18 décembre 2015 |
| Otto Stehlik                         | GCOB  | 18 décembre 2015 |
| Dr Andrew Ross                       | GCOB  | 18 décembre 2015 |
| Dr Mary Susan Makobatjatji Malahlela | GCOB  | 17 décembre 2015 |
| Douglas John Anderson                | GCOB  | 17 décembre 2015 |
| Yvonne Mokgoro                       | COB   | 17 décembre 2015 |
| Dr Sayed Mohamed Ridwan Mia          | GCOB  | 29 mai 2014      |
| Herbert William Garnet De La Hunt    | GCOB  | 29 avril 2014    |
| Colin Wells Eglin                    | GCOB  |                  |
| David Jacobus Bosch                  | GCOB  | 29 avril 2014    |
| Yusuf Abramjee                       | GCOB  | 29 avril 2014    |
| Suraya Khan                          | COB   | 29 avril 2014    |
| Nontsikelelo Qwelane                 | COB   | 29 avril 2014    |
| Frank Dutton                         | SCOB  | 27 avril 2012    |
| The Revd Phambani Jeremiah Mzimba    | SCOB  | 27 avril 2011    |
| The Rt Revd David Patrick Russell    | GCOB  | 27 avril 2011    |
| William Sinclair Winship]            | GCOB  | 27 avril 2011    |
| Nowongile Cynthia Molo               | COB   | 27 avril 2011    |
| Reginald Dudley Forde                | COB   | 27 avril 2011    |
| Imtiaz Sooliman                      | GCOB  | 27 avril 2010    |
| James Mata Dwane                     | SCOB  | 27 avril 2010    |
| Lord Joel Joffe                      | GCOB  | 27 avril 2010    |
| Malebone Susan Luthuli               | GCOB  | 27 avril 2010    |
| Malefu Mphathane                     | GCOB  | 27 avril 2010    |
| Vincent Naidoo                       | GCOB  | 27 avril 2010    |
| Joyce Piliso-Seroke                  | SCOB  | 2008             |
| Richard Maponya                      | GCOB  | 2007             |
| The Revd Dr Barney Pityana           | GCOB  | 20 avril 2006    |

### Sources
- South African Government Gazette No 25799 (2 décembre 2003)
- (en) « The Order of the Baobab » (version du 9 décembre 2004 sur Internet Archive) – depuis le site du gouvernement d'Afrique du Sud
- (en) « National Orders » (version du 4 septembre 2012 sur Internet Archive) – depuis le site du gouvernement d'Afrique du Sud
- (en) « Designers of the National Orders » (version du 7 octobre 2008 sur Internet Archive) – depuis le site du gouvernement d'Afrique du Sud
- (en) « South African Honours and Awards » (version du 6 mai 2013 sur Internet Archive) – site internet sur les médailles en Afrique du Sud
- (en) « Chikane: National Orders awards ceremony », 2 décembre 2003 – Article relatif au Reverend Frank Chikane et au préambule introductif dans l'Ordre]